# Julien Levy
Julien Levy (1906–1981) foi um negociante de arte e proprietário da Julien Levy Gallery em Nova York, importante como local para surrealistas, artistas de vanguarda e fotógrafos americanos nas décadas de 1930 e 1940.

## Biografia
Levy nasceu em Nova York. Depois de estudar administração de museus em Harvard sob Paul J. Sachs, Levy desistiu, viajou para Paris de barco e fez amizade com Man Ray, Marcel Duchamp, e Berenice Abbott, através de quem ele adquiriu uma parte do arquivo pessoal de Eugène Atget. Em Paris, ele também conheceu sua futura esposa, Joella Haweis, filha da artista e escritora Mina Loy . Em algum momento de sua vida, Julien Levy se casou novamente com a artista surrealista Muriel Streeter. Suas conexões com muitos outros artistas durante este período das décadas de 1930 e 1940 permitiram que Streeter ganhasse uma visão útil com seu próprio trabalho durante esse tempo gasto dentro e ao redor da galeria de Levy em Nova York.
De volta a Nova York, Levy trabalhou brevemente na Weyhe Gallery antes de estabelecer sua própria galeria em Nova York na Madison Avenue, 602, em 1931. Concentrando-se inicialmente na fotografia, ele encenou a primeira grande exposição de Man Ray, apresentou Henri Cartier-Bresson aos EUA e promoveu muitas outras figuras europeias e americanas. Em 29 de janeiro de 1932, ocorreu a histórica exposição surrealista multimídia da obra de Pablo Picasso, Max Ernst, Joseph Cornell, Marcel Duchamp e a introdução de A Persistência da Memória de Salvador Dalí (que Levy possuía). Ele também defendeu o trabalho surrealista de Leon Kelly. Esta exposição marca a primeira em Nova York a exibir as obras de membros do grupo surrealista oficial.
Em 1937, a galeria mudou-se para 15 East 57th Street, onde Levy montou a primeira exposição individual do trabalho de Frida Kahlo , de 1 a 15 de novembro de 1938. De 1943 a 1949, a galeria estava localizada na 42 East 57th Street. Em 1945, Arshile Gorky teve seu primeiro show solo lá. Em 1947, Paul Delvaux fez uma exposição de pinturas, que foi bem recebida pela crítica.:230-231
Depois de fechar a galeria, Levy ensinou no Sarah Lawrence College e na State University of New York em Purchase. Os livros de Levy incluem Memórias de uma Galeria de Arte e Surrealismo'.'